# Daniił Kazakiewicz
Daniił Wasiljewicz Kazakiewicz (ros. Даниил Васильевич Казакевич, ur. 3 grudnia?/16 grudnia 1902 we wsi Radziewce w gminie Radoszkowice w guberni wileńskiej (obecnie w rejonie mołodeczańskim na Białorusi), zm. 28 listopada 1988 w Moskwie) – radziecki generał-lejtnant, Bohater Związku Radzieckiego (1945).

## Życiorys
Był Białorusinem, dzieciństwo i młodość spędził w Omsku, po ukończeniu szkoły średniej pracował jako cieśla w fabryce. Od czerwca 1920 służył w Armii Czerwonej, uczestniczył w wojnie z Polską i walkach z wojskami Stanisława Bułak-Bałachowicza, w 1923 ukończył kursy piechoty w Mińsku i został pomocnikiem szefa placówki granicznej w Białoruskim Okręgu Pogranicznym. W latach 1924–1926 był naczelnikiem placówki granicznej w Azerbejdżańskim Okręgu Pogranicznym, a 1926-1927 naczelnikiem placówki granicznej w Gruzińskim Okręgu Pogranicznym, w 1929 ukończył Wyższą Szkołę Pograniczną OGPU i został naczelnikiem placówki granicznej w Ukraińskim Okręgu Pogranicznym. W latach 1932–1934 był kierownikiem kursu 2 Charkowskiej Szkoły Pogranicznej, w 1937 ukończył Akademię Wojskową im. Frunzego i został dowódcą pułku NKWD w Chabarowskim Okręgu Pogranicznym, a w 1939 szefem sztabu wojsk tego okręgu, w grudniu 1942 mianowano go szefem sztabu Dalekowschodniej Dywizji Piechoty NKWD sformowanej z pograniczników. Brał udział w wojnie z Niemcami jako szef sztabu 102 Dywizji Piechoty Frontu Centralnego (od lutego do września 1943), uczestniczył w bitwie pod Kurskiem i operacji orłowskiej, od września 1943 do maja 1945 dowodził 399 Dywizją Piechoty, jesienią 1943 walczył na Froncie Centralnym, od października 1943 do lutego 1944 Froncie Białoruskim, od lutego do września 1944 1 Białoruskim, od września 1944 do lutego 1945 2 Białoruskim, a od lutego do maja 1945 3 Białoruskim. Brał udział w operacji czernihowsko-prypeckiej, homelsko-rzeczyckiej, bobrujskiej, mińskiej, mławsko-elbląskiej i wschodniopruskiej. 3-8 sierpnia 1944 dowodzone przez niego siły przerwały niemiecką obronę, sforsowały Narew, uchwyciły przyczółek i odparły wiele niemieckich kontrataków w rejonie miasta Różan w powiecie makowskim. Po wojnie kontynuował służbę w wojskach pogranicznych jako zastępca szefa wojsk Czarnomorskiego (1945-1946) i Mołdawskiego Okręgu Pogranicznego (1946-1948), od września 1948 do kwietnia 1954 był szefem wojsk Mołdawskiego Okręgu Pogranicznego w Kiszyniowie, a od kwietnia 1954 do października 1955 szefem wojsk Południowo-Zachodniego Okręgu Pogranicznego we Lwowie. W 1952 ukończył Wszechzwiązkowy Zaoczny Instytut Prawniczy, od października 1955 do października 1957 był głównym doradcą ds. wojsk pogranicznych NRD, 1957-1959 kierował wydziałem instytucji wojskowo-edukacyjnych Głównego Zarządu Wojsk Pogranicznych KGB ZSRR, w październiku 1959 zakończył służbę, później pracował w Głównym Zarządzie Turystyki Zagranicznej przy Radzie Ministrów ZSRR. W latach 1954–1958 był deputowanym do Rady Najwyższej ZSRR 4 kadencji.

## Awanse
- Kapitan (14 marca 1936)
- Major (29 listopada 1938)
- Pułkownik (13 marca 1940)
- Generał major (3 czerwca 1944)
- Generał porucznik (15 lipca 1957)

## Odznaczenia
- Złota Gwiazda Bohatera Związku Radzieckiego (6 kwietnia 1945)
- Order Lenina (dwukrotnie – 6 kwietnia 1945 i 10 grudnia 1945)
- Order Rewolucji Październikowej (6 grudnia 1982)
- Order Czerwonego Sztandaru (pięciokrotnie – 27 sierpnia 1943, 3 listopada 1944, 10 lutego 1945, 24 listopada 1950 i 14 lutego 1951)
- Order Kutuzowa II klasy (23 lipca 1944)
- Order Suworowa II klasy (3 czerwca 1944)
- Order Wojny Ojczyźnianej I klasy (11 marca 1985)
- Order Czerwonego Sztandaru Pracy (11 października 1949)
- Order „Znak Honoru” (14 lutego 1941)
- Medal 100-lecia urodzin Lenina
- Medal „Za zwycięstwo nad Niemcami w Wielkiej Wojnie Ojczyźnianej 1941–1945”
- Medal jubileuszowy „Dwudziestolecia zwycięstwa w Wielkiej Wojnie Ojczyźnianej 1941–1945”
- Medal jubileuszowy „Trzydziestolecia zwycięstwa w Wielkiej Wojnie Ojczyźnianej 1941–1945”
- Medal jubileuszowy „Czterdziestolecia zwycięstwa w Wielkiej Wojnie Ojczyźnianej 1941–1945”
- Medal jubileuszowy „XX lat Robotniczo-Chłopskiej Armii Czerwonej”
- Medal jubileuszowy „30 lat Armii Radzieckiej i Floty”
- Medal jubileuszowy „40 lat Sił Zbrojnych ZSRR”
- Medal jubileuszowy „50 lat Sił Zbrojnych ZSRR”
- Medal jubileuszowy „60 lat Sił Zbrojnych ZSRR”
- Medal jubileuszowy „70 lat Sił Zbrojnych ZSRR”